# Toamasina-provinsen
17°45′S 48°45′Ø / 17.750°S 48.750°Ø
 Der er for få eller ingen kildehenvisninger i denne artikel, hvilket er et problem. Du kan hjælpe ved at angive troværdige kilder til de påstande, som fremføres i artiklen.

Toamasina (eller fransk Tamatave, malagassisk Tamatavy) er en af Madagaskars seks tidligere provinser, beliggende mod nord på østkysten af øen. Provinsen har en befolkning på 2.855.600 indbyggere[kilde mangler] og et areal på 71.911 kvadratkilometer.[kilde mangler] Hovedstaden hedder ligesom provinsen Toamasina og er en stor havneby, og en vigtig port til omverdenen.

## Geografi
Provinsen består hovedsagelig af tropisk skov som biom, selv om store dele nu er udnyttet. Den årlige nedbør er som de øvrige dele af østkysten af Madagaskar stor, mellem 1.400 og 3.000 mm per år i gennemsnit. Den årlige gennemsnitstemperatur ligger i provinsen mellem 15 og 25 °C.
Toamasina grænser til provinserne Antananarivo i sydvest, Antsiranana i nord, Fianarantsoa mod syd og Mahajanga mod nordvest.
Provinsen består af tre regioner (faritra) som i er inddelt i alt i 18 distrikter (fivondronana):
| - Regionen Alaotra-Mangoro - 1. Ambatondrazaka (distrikt) (Ambatondrazaka) - 2. Amparafaravola (distrikt) (Amparafaravola) - 3. Andilamena (distrikt) (Andilamena) - 4. Anosibe An'ala (distrikt) (Anosibe An'ala) - 11. Moramanga (distrikt) (Moramanga) - Regionen Analanjirofo - 6. Fenerive Est (distrikt) (Fenerive Est, Fenoarivo Atsinanana) - 8. Mananara Nord (distrikt) (Mananara Nord, Mananara Avaratra) - 9. Maroantsetra (distrikt) (Maroantsetra) - 12. Nosy-Boraha (distrikt) (Nosy-Boraha, Île Sainte-Marie) - 13. Soanierana Ivongo (distrikt) (Soanierana Ivongo) - 17. Vavatenina (distrikt) (Vavatenina) - Regionen Atsinanana - 5. Antanambao Manampotsy (distrikt) (Antanambao Manampotsy) - 7. Mahanoro (distrikt) (Mahanoro) - 10. Marolambo (distrikt) (Marolambo) - 14. Toamasina II (distrikt) (Toamasina II) - 15. Toamasina (distrikt) (Toamasina) - 16. Vatomandry (distrikt) (Vatomandry) - 18. Vohibinany (distrikt) (Vohibinany, Ampasimanolotra, Brickaville) |

## Eksterne kilder og henvisninger
1. ↑  Profile des marchés pour les évaluations d’urgence de la sécurité alimentaire p. 27, Eliane Ralison og Frans Goossens 2006 hentet 5. maj 2009

- Wikimedia Commons har flere filer relateret til Toamasina-provinsen
- Globalis.se